# Розсіяні острови в Індійському океані

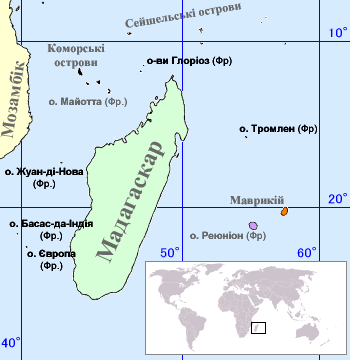
Розташування островів: Європа, Басас-да-Індія, Жуан-ді-Нова, Глорйоз, Тромлен

Розсіяні острови в Індійському океані, Французькі Південні території або Острови Епарсе (фр. Îles Éparses чи Îles éparses de l’océan indien) — територіально-адміністративне утворення в складі Франції, яке поєднує три маленьких коралових острова, групу отсровів і один атол в західній частині Індійського океану довкола Мадагаскару, які контролюються Францією. Острови не мають постійного населення окрім військових та науковців. Три острови — атол Басас-да-Індія, Жуан-ді-Нова і Європа лежать у Мозамбіцькій протоці на захід від Мадагаскару, четвертий острів, Тромлен — за 354 км на схід від Мадагаскару і на північ від острова Реюньйон, група островів Глорйоз — на північ від Мадагаскару. Також в Мозамбіцькій протоці розташований острівець Банк-дю-Гейзер, на який не висувала претензій жодна країна до тих пір, поки він не був анексований Мадагаскаром в 1976 році.
Французькі острови оголошені природним заповідником; на кожному з них працює метеорологічна станція. Станція на Тромлені має особливе значення, тому що бере участь в ранньому сповіщенні про тропічні циклони, які загрожують Мадагаскару, Маврикію і Реюньйону. На кожному з островів є аеродром з довжиною смуги понад 1000 м.
Мадагаскар заперечує французький суверенітет над островами Мозамбіцької протоки. На острів Глорйоз, окрім Мадагаскару, висуває претензії Союз Коморських Островів, а на острів Тромлен — Маврикій. Франція утримує невеликий військовий гарнізон кількістю до 14 осіб на кожному з островів в Мозамбіцькій протоці, належність яких заперечується Мадагаскаром.
З 3 січня 2005 року острови керуються головним адміністратором Французьких Південних і Антарктичних Територій зі штаб-квартирою на Реюньйоні. Раніше (після проголошення незалежності Мадагаскару в 1960 році) вони належали до відповідальності префекта Реюньйону, а ще раніше керувалися разом з французькою колонією Мадагаскар.
Розсіяні острови разом з двома більшими французькими островами в регіоні, Реюньйоном і Майоттою, дають Франції в Індійському океані виключну економічну зону площею понад мільйон квадратних кілометрів.
Площа території — 38,6 км², населення — 56 осіб (персонал наукових станцій). Найбільший острів — Європа — має площу 28 км².

## Тромлен
Тромлен (фр. Tromelin) — французький острів в Індійському океані, що входить до складу Заморської території Франції островів Епарсе. Є предметом суперечки між Францією і Маврикієм. Нині контролюються Францією. Був офіційно відкритий у 1722 році. У 1761 році 125 осіб із команди корабля і 89 рабів опинилися на острові в результаті корабельної аварії. З уламків судна матроси команди, побудували невеликий корабель і через два місяці відпливли з острова. Вони залишили 60 рабів малагасійців, пообіцявши за ними повернутися. 29 листопада 1776 лейтенант флоту Тромелін, командувач кораблем La Dauphine, віддав наказ підняти на палубу людей, які були на острові — сім жінок і восьмимісячне немовля. Ці люди провели на острові 15 років. На честь лейтенанта колишній Піщаний острів і отримав свою сучасну назву.

## Європа
Острів Європа (фр. Europa) отримав ім'я від британського корабля «Європа», який відвідав його в 1774 році. Острів належить Франції з 1897 р., але Мадагаскар вважає його своїм на підставі того, що острів був адміністративно відокремлений від французької колонії Мадагаскар безпосередньо перед проголошенням незалежності. Руїни та могили на острові свідчать про невдалі спроби його заселення в 1860-х і 1920-х роках. Європа оголошена природним заповідником. На острові гніздяться морські птахи, зокрема крячки й олуші. Острів є одним з найважливіших місць розмноження зелених морських черепах (Chelonia mydas), які відкладають яйця на його пляжах. Тут також живуть кілька сотень африканських кі, які були завезені на острів у XVIII століть.

## Бассас-да-Індія
Бассас-да-Індія (фр. Bassas da India) група безлюдних островів вулканічного походження в південній частині Індійського океану в Мозамбіцькій протоці на півдорозі між Мадагаскаром і Мозамбіком у 80 кілометрах на північ від острова Європа. Площа — 0,2 км². Довжина берегової лінії — 35,2 км. Це підводна гора висотою в 3000 м, яка ледве підноситься над поверхнею океану. У період сильних припливів рифові поверхні острова повністю зникають під водою. Саме тому поряд з ними сталося безліч аварій кораблів, про що свідчить велика кількість затонулих суден. Найвища точка — 2,4 м, нижча — узбережжя Індійського океану — 0 м. Клімат тропічний. Звичайні циклони. Відкриті португальськими мандрівниками в XVI столітті, під французьким управлінням з 1897 року.

## Мапи

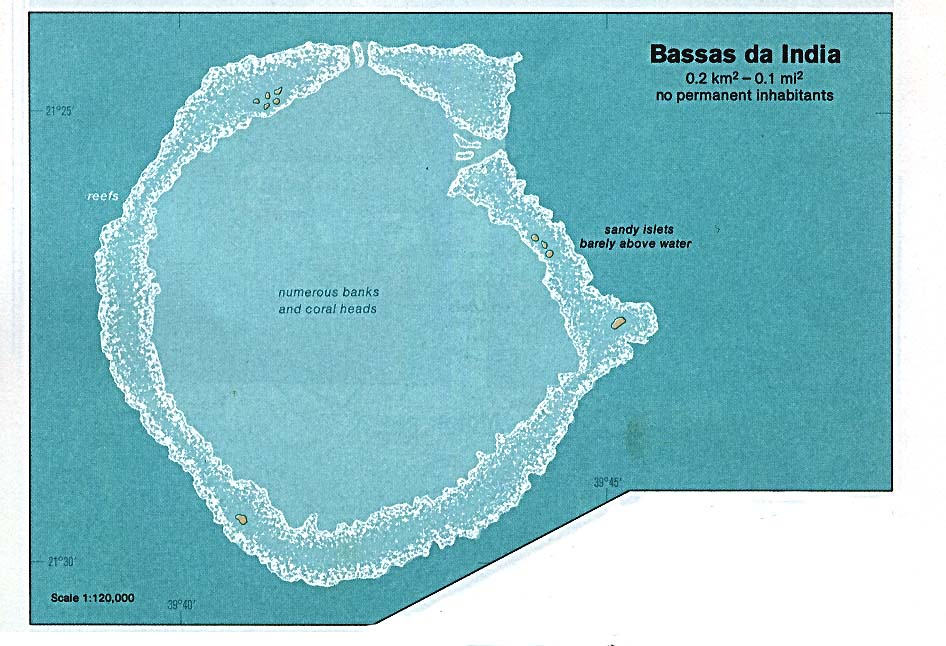
Басас-да-Індія
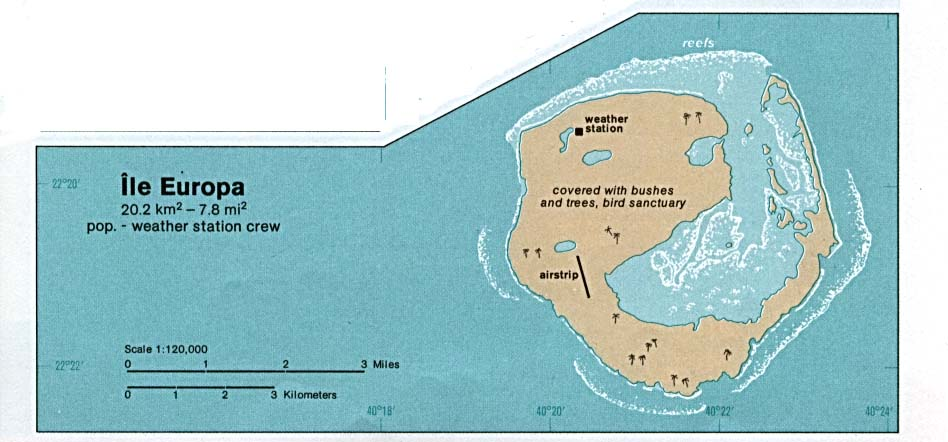
Європа
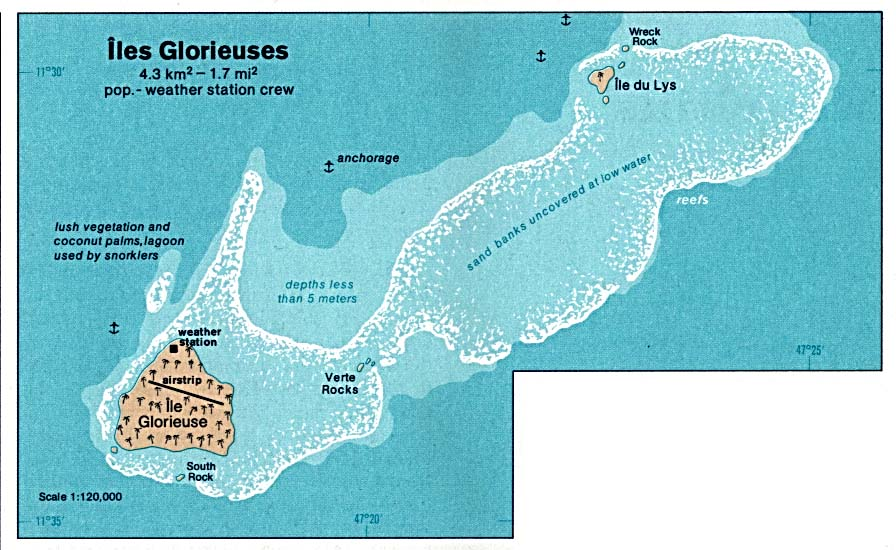
Глорйоз

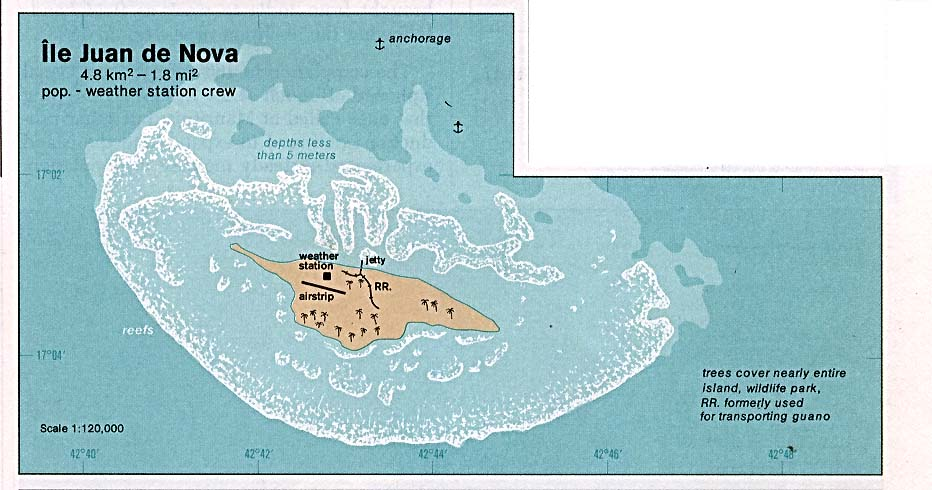
Жуан-ді-Нова
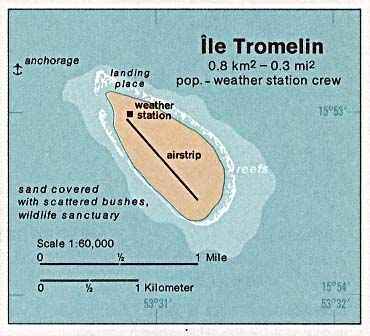
Тромлен